# Троян, Вадим Анатольевич
Вадим Анатольевич Троян (укр. Вадим Анатолійович Троян; родился 12 сентября 1979 года в Харьковской области, СССР) — украинский военный и политический деятель, бывший заместитель министра внутренних дел Украины.
Ранее начальник Главного управления Национальной полиции Украины в Киевской области (с 7 ноября 2015), начальник ГУМВД Украины в Киевской области, боец батальона «Азов», заместитель командира полка «Азов» при ГУМВД Украины в Киевской области.
25 декабря 2018 года был включён в список лиц, в отношении которых Россия ввела санкции.

## Биография
Родился 12 сентября 1979 года в посёлке Орелька, Харьковская область. Имеет высшее юридическое образование, в 2000 г. окончил Харьковский национальный университет внутренних дел по специальности «правоведение».
С 2000 по 2003 года проходил службу в органах внутренних дел на должности следователя Лозовского ГРО УМВД Украины в Харьковской области.
До 2014 года Вадим Троян работал кризис-менеджером в сфере маркетинга в различных учреждениях. Несколько лет посвятил работе в группе компаний «Триолан». Непосредственно подчинялся Алексею Липчанскому. Занимал руководящие должности в Киеве и Харькове.
Ветеран ультраправого движения, был одним из лидеров неонацистской организации «Патриот Украины».

### Война на востоке Украины
С началом войны на востоке Украины Вадим Троян принимал участие в боевых действиях на стороне украинской армии в качестве бойца батальона (позже — полка) «Азов».
В мае 2014 года назначен заместителем командира полка «Азов» при ГУМВД Украины в Киевской области.

### Государственная служба
30 октября 2014 года министр внутренних дел Арсен Аваков назначил Вадима Трояна начальником ГУМВД Украины в Киевской области.
На посту начальника Главного управления МВД в Киевской области Вадим Троян провел кадровую реформу среди личного состава ГУМВД Украины в Киевской области. Освободил от занимаемых должностей руководителей РО, которые принимали непосредственное участие в исполнении распоряжений прошлого правительства Януковича. Выразил полное недоверие руководящему составу Управления по борьбе с экономической преступностью ГУ, выведя его за штат. Для изучения ситуации в области проводит в районах «Вече» — совместные собрания местной власти, общественных организаций, активистов, милиционеров. Это дало возможность наладить открытый диалог между МВД и общественностью.
В рамках реформирования органов внутренних дел принимал активное участие в создании новой полиции. Введенный эксперимент по реорганизации районных отделов милиции в Васильковском и Обуховском районах Киевской области вывел обслуживание населения патрульной службой на новый уровень. Одним из первых на Украине был объявлен конкурсный набор в ряды полиции в районном городе Борисполь.
Также с целью быстрого реагирования на сообщения граждан объединены в единую систему все районные спецлинии и разработано программное обеспечение, начато создание единой областной линии 102.
4 марта 2016 года Вадим Троян был назначен первым заместителем начальника Национальной полиции Украины. В его сферу обязанностей вошло управление криминальной полиции.
16 ноября 2016 года министр внутренних дел Украины Арсен Аваков назначил первого заместителя главы Национальной полиции Украины Вадима Трояна на должность исполняющего обязанности руководителя Нацполиции.
Он был уволен с этой должности 6 сентября 2019 года новым Правительством Гончарука.
В ноябре 2021 года Троян подал в отставку с поста заместителя главы Национальной полиции Украины, а затем был уволен с других должностей новым министром внутренних дел Денисом Анатольевичем Монастырским.

## Спортивная деятельность
Активно занимался спортом и имеет ряд спортивных достижений по рукопашному бою. Член физкультурно-спортивного товарищества «Динамо».

## Награды
Награждён орденом Богдана Хмельницкого III степени, именным оружием и внеочередными специальными званиями. Мариупольский городской совет присвоил звание «Почетный гражданин Мариуполя».

## Галерея
- Назначение и награждение орденом Богдана Хмельницкого
- Награждение пистолетом президентом